# Antarjamin
Antarjamin (trl. antaryāmin, ‘wewnętrzny kontroler’) – pojęcie z filozofii hinduistycznej, przejawienie boga Wisznu, przebywające w sercu wisznuity. Obecność boga we wnętrzu człowieka, tworzy z wyznawcy „żywą świątynię” Wisznu.
Jest to jedna z pięciu podstawowych form manifestowania sie boga, jakie wyróżnia się w naukach teologii tradycji śriwisznuizmu.